# 入格
入格（にゅうかく、英語: Illative）とは、「の中へ」を表現する格である。独立の格としてはウラル語族のうちフィンランド語やハンガリー語などにあり、広い意味で「処格」と呼ばれる格の一種である。
例：「家」→「家の中へ」
- ハンガリー語 ház → házba
- エストニア語 maja → majasse または majja
- フィンランド語 talo → taloon

またインドヨーロッパ語族でも、古いリトアニア語にある。現代標準リトアニア語ではあまり使われないが、一部の方言などに残っている。
フィンランド語の入格形は、強階程で語尾が母音の場合は直前の母音+nである。（フィンランド語の入格形は常に強階程である）
例
- talo+o+n=taloon（家）
- katu+u+n=katuun（通り）
- koti+i+n=kotiin（家）

語尾が子音の場合はその子音を消去し直前の母音+seenである。
例
- kaunis-s+i+seen=kauniiseen（美しい）

主格形が弱階程の場合は強階程にして直前の母音+seenである。（(強階程)はその単語を強階程にするという意味）
例
- liite(強階程)+e+seen=liitteeseen（付録）

なお、直前が子音である場合はその子音を消去する。
例
- hidas(強階程)-s+a+seen=hitaaseen（遅い）
- kangas(強階程)-s+a+seen=kankaaseen（問題）